# Bauhinia jenningsii
Bauhinia jenningsii är en ärtväxtart som beskrevs av Percy Wilson. Bauhinia jenningsii ingår i släktet Bauhinia och familjen ärtväxter. Inga underarter finns listade i Catalogue of Life.